# Pallantion
Pallantion (en grec ancien : Παλλάντιο) est une cité d'Arcadie en Grèce.
Elle serait la cité à l'origine, dans la mythologie romaine de Pallantium, la ville que le roi Évandre, aurait fondée sur le mont Palatin et qui aurait été à l'origine de Rome.
La création de Mégalopolis aurait amené le déclin de Pallantion, jusqu'à ce qu'Antonin le Pieux la restaure en hommage à Évandre.